# Franz Pesahl
Franz Pesahl (Lebensdaten unbekannt) war ein deutscher Fußballspieler.

## Karriere

### Vereine
Pesahl gehörte dem SSV Jahn Regensburg an, für den er als Stürmer in der Gauliga Bayern, eine von zunächst 16, später auf 23 aufgestockten Gauligen zur Zeit des Nationalsozialismus als einheitlich höchste Spielklasse im Deutschen Reich, Punktspiele bestritt. In der Saison 1940/41, als diese als Fünftplatzierter abgeschlossen wurde, kam er im Wettbewerb um den Tschammerpokal, dem 1935 eingeführten Pokalwettbewerb für Vereinsmannschaften, zum Einsatz. In seinem einzigen Spiel am 12. Juli 1941 bei der 2:6-Erstrundenniederlage gegen den TSV 1860 München gelang ihm mit dem Anschlusstreffer zum 2:3 in der 60. Minute per Strafstoß gar ein Tor.

### Auswahlmannschaft
Als Spieler der Gauauswahlmannschaft Bayern nahm er zuvor am Wettbewerb um den Reichsbundpokal 1939/40 teil. Mit seinem Einsatz am 19. Mai 1940 auf Giesings Höhen in München beim 2:0-Sieg im Halbfinale über die Gauauswahlmannschaft Ostmark trug er zum späteren Gewinn seiner Mannschaft bei. Diese gewann das Finale am 30. Juni 1940 in Augsburg mit 3:1 über die Gauauswahlmannschaft Sachsen.

## Erfolge
- Reichsbundpokal-Sieger 1940